# آن باول
آن باول (بالإنجليزية: Anne Powell)‏ هي لاعبة كرلنغ أسترالية، ولدت في 20 نوفمبر 1973.

## وصلات خارجية
- آن باول على موقع الاتحاد الدولي للكرلنغ (الإنجليزية)